# Corydalis calcicola
Corydalis calcicola là một loài thực vật có hoa trong họ Anh túc. Loài này được W.W.Sm. mô tả khoa học đầu tiên năm 1914.